# Pietro Bertarelli
Pietro Alessandro Lazzaro Maria Bertarelli (Casale Monferrato, 17 dicembre 1845 – Roma, 15 marzo 1922) è stato un politico e funzionario amministrativo italiano.

## Biografia
Si laurea in giurisprudenza nel 1866 all'Università di Torino, dove per alcuni anni lavora quale aggregato. Nel 1872 si trasferisce a Roma, primo tra 44 concorrenti ad un concorso per un posto al Ministero dell'Agricoltura, dell'Industria e del Commercio, dal quale inizia una proficua carriera nella pubblica amministrazione. Alle dipendenze di quest'ultimo dicastero e di quello degli affari interni viene inviato in missione alle esposizioni di Vienna (1873) e Parigi (1877). In quest'ultima occasione viene definito dal senatore Cesare Correnti «uno dei più promettenti giovani che io abbia mai conosciuto nella mia lunga carriera».
Dal 1878 al 1887 è segretario particolare di Agostino Depretis, col quale collabora durante i mandati di Presidente del Consiglio e ministro degli esteri e degli interni. Dal 22 gennaio 1885 cumula gli incarichi di capo gabinetto del Presidente del Consiglio e segretario di sezione presso il Consiglio di Stato, fatto anomalo secondo le normative dell'epoca che viene stigmatizzato dal presidente Carlo Cadorna ma che non muta la situazione.
Promosso nel frattempo Ispettore Generale al Ministero dell'interno dal 6 febbraio 1891 al 15 maggio 1892 è segretario capo della Presidenza del Consiglio durante il primo governo Antonio di Rudinì. Caduto il governo chiede ed ottiene di essere dispensato da tutti gli incarichi per poter prendere servizio a tempo pieno al Consiglio di Stato, ma pochi mesi dopo (febbraio 1893) viene nominato Prefetto di Lucca, carica che mantiene fino al 14 marzo 1896. Inoltre Di Rudinì lo chiama nuovamente all'incarico di capo segreteria durante il suo secondo, terzo e quarto governo.
Nel marzo 1897 viene promosso direttore generale dell'Amministrazione civile del Ministero dell'Interno e nel dicembre dello stesso anno è nominato Consigliere di Stato, dividendosi tra i due incarichi. Nello stesso anno presenta la propria candidatura alle elezioni politiche e viene eletto deputato nel collegio di Tortona, riconfermato fino alla tornata del 1913, ha fatto parte della Commissione superiore di Sanità e della Commissione parlamentare d'inchiesta sui brefotrofi. Nel 1898, con la nomina a presidente della III sezione, rientra definitivamente al Consiglio di Stato.
Nel corso della sua lunga carriera si afferma come un uomo-chiave dell'amministrazione statale in quanto titolare di importanti e spesso delicati incarichi fiduciari. L'incombenza forse di maggiore responsabilità gli viene affidata nel 1910, quando è nominato presidente del comitato per i provvedimenti disciplinari costituito dopo la relazione della commissione d'inchiesta tenutasi due anni prima sulle irregolarità commesse da Nunzio Nasi da titolare del Ministero della pubblica istruzione. Il 6 ottobre 1919 il suo impegno viene premiato con la nomina a senatore, ottenuta quale deputato "dopo tre legislature o sei anni di esercizio" e l'anno successivo, giunto ai 75 anni, viene collocato a riposo.